# Deutsche Vereinigung für Gestalttherapie
Die Deutsche Vereinigung für Gestalttherapie e. V. ist ein Dachverband für Gestalttherapeuten und Gestaltinstitute in der Bundesrepublik Deutschland.  Der Verband zählt derzeit rund 1.000 Mitglieder sowie 11 Ausbildungsinstitute für Gestalttherapie und ein Ausbildungsinstitut mit Fördermitgliedschaft.

## Geschichte
Der Verein wurde 1986 als Dachverband von Gestalttherapeuten und Ausbildungsinstituten für Gestalttherapie gegründet.

## Struktur
Die DVG ist in verschiedenen Strukturen organisiert, die zusammen die unterschiedlichen Aufgaben und Ziele des Vereins verfolgen. Die umfasst die folgenden ehrenamtlichen Organe: Die Mitgliederversammlung, den Vorstand, zwei Kommissionen, einen Fachausschuss und die Arbeitsgemeinschaften. Mehrere Angestellte und externe Dienstleistende übernehmen zudem administrative und technische Aufgaben.

### Gremien und Fachausschüsse
Die nachfolgenden Gremien unterstützen den Vorstand der DVG bei der Umsetzung der Vereinsziele und sind für jeweils zwei Jahre gewählt.
- Ethik- und Schlichtungskommission (ESK):  Sie bearbeitet Konflikte zwischen Therapeuten und Klienten und strebt eine Lösung im Einklang mit den ethischen Leitlinien der DVG an.
- Ausbildungs- und Anerkennungskommission (AAK): Sie beschäftigt sich mit der Weiterentwicklung von Ausbildungsstandards und Zulassungskriterien für die Aufnahme von Mitgliedern.
- Fachausschuss Qualitätssicherung (FA QS):  Er sorgt dafür, dass die Ausbildungsinstitute der DVG die festgelegten Qualitätskriterien einhalten.

### Arbeitsgruppen
- AG Junge Gestalt: Sie fokussiert sich auf die Gewinnung und Vernetzung junger Mitglieder.
- AG Gestalttherapie für Kinder und Jugendliche: Sie soll für die Gestaltarbeit mit Kindern und Jugendlichen zu werben und ihre Wirksamkeit transparent  zu machen.
- AG Klinische Theorie der Gestalttherapie: Sie widmet sich der Weiterentwicklung der klinischen Theorie der Gestalttherapie, insbesondere in Bezug auf Differenzierung und Kontingenz innerhalb der therapeutischen Praxis.
- AG Führungs-Coaching:Gestaltcoaching für Führungskräfte überträgt grundsätzliche Annahmen des Gestaltansatzes in den Organisationskontext und fokussiert auf Resonanzfähigkeit anstelle von Selbstoptimierung, auf Feldorientierung anstatt auf Individualisierung und begreift Konflikte als Ausdruck für lebendige Begegnung.
- Forschungsorientierte D-A-CH-AG zum transgenerationellen Weiterwirken von NS, Shoa, Krieg: Diese Arbeitsgruppe erforscht die Auswirkungen transgenerationeller Traumata in Familien, die sowohl Überlebende als auch Mittäter oder Mitläufer des Nationalsozialismus und der Shoa umfassen. Die Gruppe arbeitet an der Integration dieser Erkenntnisse in die Gestalttherapieausbildung und -fortbildung.

## Kooperationen & Mitgliedschaft in Fachverbänden
Die DVG e.V. ist aktiv in der Zusammenarbeit mit anderen Fachorganisationen und Netzwerken, um die Gestalttherapie, -beratung und -supervision weiterzuentwickeln und ihre Bedeutung auf verschiedenen Ebenen zu fördern.
Mitgliedschaften
1. Arbeitsgemeinschaft Humanistische Psychotherapie (AGHPT)
2. Deutsche Gesellschaft für Beratung (DGfB)
3. European Association for Gestalt Therapy (EAGT), inklusive des
4. Human Rights and Social Responsibility Committee der EAGT: Dieses Komitee setzt sich für Menschenrechte und soziale Verantwortung ein, unter anderem durch psychosoziale Unterstützung von Freiwilligen in Krisengebieten

Kooperationen der DVG
1. Österreichische Vereinigung für Gestalttherapie (ÖVG)
2. Netzwerk Gestalttherapie Schweiz
3. International Association for the Advancement of Gestalt Therapy (IAAGT)
4. Gesamtkonferenz Deutscher Heilpraktikerverbände und Fachgesellschaften

## Gesellschaftliche Aktivitäten
Die DVG will  zur Förderung der psychischen Gesundheit in Deutschland beitragen, indem sie Gestalttherapie als humanistische Methode etabliert, unterstützt und weiterentwickelt. Die Gestalttherapie, die auf Prinzipien wie Achtsamkeit, Verantwortung und ganzheitlichem Wachstum basiert, bietet  Ansätze zur individuellen und gesellschaftlichen Weiterentwicklung.

### Beiträge zur Förderung der psychosozialen Gesundheit der deutschen Bevölkerung
Die DVG engagiert sich in der Qualitätssicherung und Weiterentwicklung von Gestalttherapie, um Menschen in schwierigen Lebenslagen effektiv zu unterstützen. Ihre Arbeit umfasst:
- Ausbildungsstandards: Die DVG definiert und überwacht Qualitätsstandards für die Ausbildung von Gestalttherapeuten. Diese orientieren sich an internationalen Vorgaben, wie denen der EAGT, und stellen sicher, dass therapeutische Angebote den Qualitätsansprüchen genügen.
- Jährliche Fachtagungen: Diese Veranstaltungen bieten ein Forum für den fachlichen Austausch und greifen aktuelle gesellschaftliche Themen auf, wie etwa die Auswirkungen von Krieg oder Pandemien auf die menschliche Psyche.
- Unterstützung von Forschung
- Publikationen: Die Fachzeitschrift GESTALTTHERAPIE  und weitere Publikationen dienen dem Wissenstransfer und der Auseinandersetzung mit gestalttherapeutischen Themen.
- Nachwuchsförderung: Graduiertenwettbewerb
- Wissensdatenbanken

### Programme für benachteiligte Personengruppen
Die DVG widmet sich der Unterstützung benachteiligter Gruppen:
- In der Corona-Krise bot die DVG kostenfreie Akutberatung an, um psychisch belasteten Menschen niedrigschwellige Hilfe zu ermöglichen.
- Durch Vernetzungsinitiativen und politische Anfragen hat sie ukrainischen Gestalttherapeutinnen während des Krieges den Zugang zur Berufsausübung in Deutschland erleichtert.
- Spezifische Workshops wie „Cancer Survivor Empowerment“ (2019) oder die gestalttherapeutische Weiterbildung für muttersprachliche Gesundheitslotsinnen fördern  benachteiligte oder vulnerable Gruppen.

### Fachliche Arbeit und Öffentlichkeitsarbeit
- Gedenkarbeit: Die DVG wahrt die Tradition der Gestalttherapie, etwa durch Gedenktafeln für Mitbegründer wie Fritz Perls, und fördert die Forschung, z. B. durch die Tradierungsstudie zur Weitergabe gestalttherapeutischer Inhalte.
- Workshops und online-Fortbildungen: Internationale Veranstaltungen wie das Webinar „Compassion in Action“ bringen globale Perspektiven ein und erweitern die Reichweite der Gestalttherapie.
- Social Media: Die DVG nutzt Social-Media-Plattformen wie Facebook, Instagram, Youtube und LinkedIn, um die Sichtbarkeit der Gestalttherapie zu erhöhen und ein breites Publikum zu erreichen. Über diese Kanäle teilt sie Informationen zu Veranstaltungen, Publikationen und aktuellen Themen aus der Gestalttherapie, fördert den Austausch innerhalb der Community und sensibilisiert die Öffentlichkeit für psychische Gesundheit.

### Verbands-Politische Arbeit
Die DVG engagiert sich aktiv in der gesundheitspolitischen Landschaft Deutschlands:
- Sie unterstützt die Anerkennung der Gestalttherapie als wissenschaftlich fundierte Methode und war Mitfinanzierin des Rechtsstreits des Deutschen Dachverbands für Gestalttherapie (DDGAP) zur Erlangung der Approbation.
- Ihre Kampagne #HealthyRecovery rief die G20-Staatsoberhäupter zu nachhaltigen Maßnahmen in der Corona-Krise auf.
- Stellungnahmen und Aktionen: Sie nimmt zu gesellschaftspolitischen und gesundheitspolitischen Themen Stellung, etwa zur Reform des Heilpraktikergesetzes oder zur Situation der Pflegeberufe.
- Zur Sichtbarkeit / gesellschaftliche Bedeutung der Gestalttherapie: Organisation von jährlichen Studydays
- Mitwirkungen bei AG Interessensvertretung (DGfB), AG Lehre (AGHPT)
- Zusammenführung von Ausbildungsinstituten und fachlichen Strömungen

## Kontroversen oder Kritiken
Die DVG sieht sich gelegentlich mit Kritik konfrontiert, insbesondere im Hinblick auf die hohen Standards für die ordentliche Mitgliedschaft. Kritikerinnen argumentieren, dass diese Anforderungen potenzielle Mitglieder, insbesondere jüngere oder weniger etablierte Fachkräfte, abschrecken könnten. Die DVG verteidigt die hohen Gütekriterien mit dem Ziel, die Qualität der Gestalttherapie sicherzustellen und den internationalen Standards, wie denen der European Association for Gestalt Therapy (EAGT), gerecht zu werden.
Ein weiterer Diskussionspunkt betrifft die Auswirkungen des demografischen Wandels und veränderter gesellschaftlicher Trends auf die Gestalttherapie. Angesichts einer alternden Gesellschaft sowie neuen Erwartungen an Therapien und Beratungsformen gehen die Meinungen innerhalb der DVG auseinander, wie diesen Herausforderungen begegnet werden sollte. Manche Stimmen fordern eine Anpassung der Standards und Öffnung der Mitgliedschaft, um neue Zielgruppen anzusprechen und den Nachwuchs in der Gestalttherapie zu fördern. Andere warnen davor, die traditionellen Werte und die hohe Qualität der Ausbildung aufzuweichen.
Diese Themen werden in der DVG kontrovers diskutiert und tragen zur innerverbandlichen Debatte bei, wie die Gestalttherapie zukunftsfähig gestaltet werden kann.
Trotz dieser Kontroversen bleibt die DVG bestrebt, einen Dialog zwischen verschiedenen Positionen zu fördern und die Gestalttherapie in Deutschland als qualitativ hochwertige und anerkannte Therapiemethode zu stärken.